# Turnice (Kiczora)
Turnice – grupa skał w lesie na zachodnim stoku południowego ramienia szczytu Kiczora w Gorcach. Znajdują się w granicach wsi Łopuszna W gminie Nowy Targ, powiecie nowotarskim w województwie małopolskim.
Turnice to rzadko używana inna nazwa turni. Skały na grzbiecie Kiczory niewiele mają wspólnego z turniami. Są to niewielkie, piaskowcowe skałki rozrzucone na zapadlisku. Znajdują się na dzikim i trudno dostępnym terenie Gorczańskiego Parku Narodowego, na obszarze ochrony ścisłej.
W Turnicach jest wiele niewielkich jaskiń i schronisk: Dolny Tunelik, Dziura w Leju, Górny Tunelik, Jaskinia Goszczyńskiego, Jaskinia Kiczorska, Jaskinia Łopuszańska, Przepastna Jama, Schronisko pod Wantą, Schronisko za Wantą, Szczelina z Miskami, Szczelina za Płytą, Tęczowa Jama.

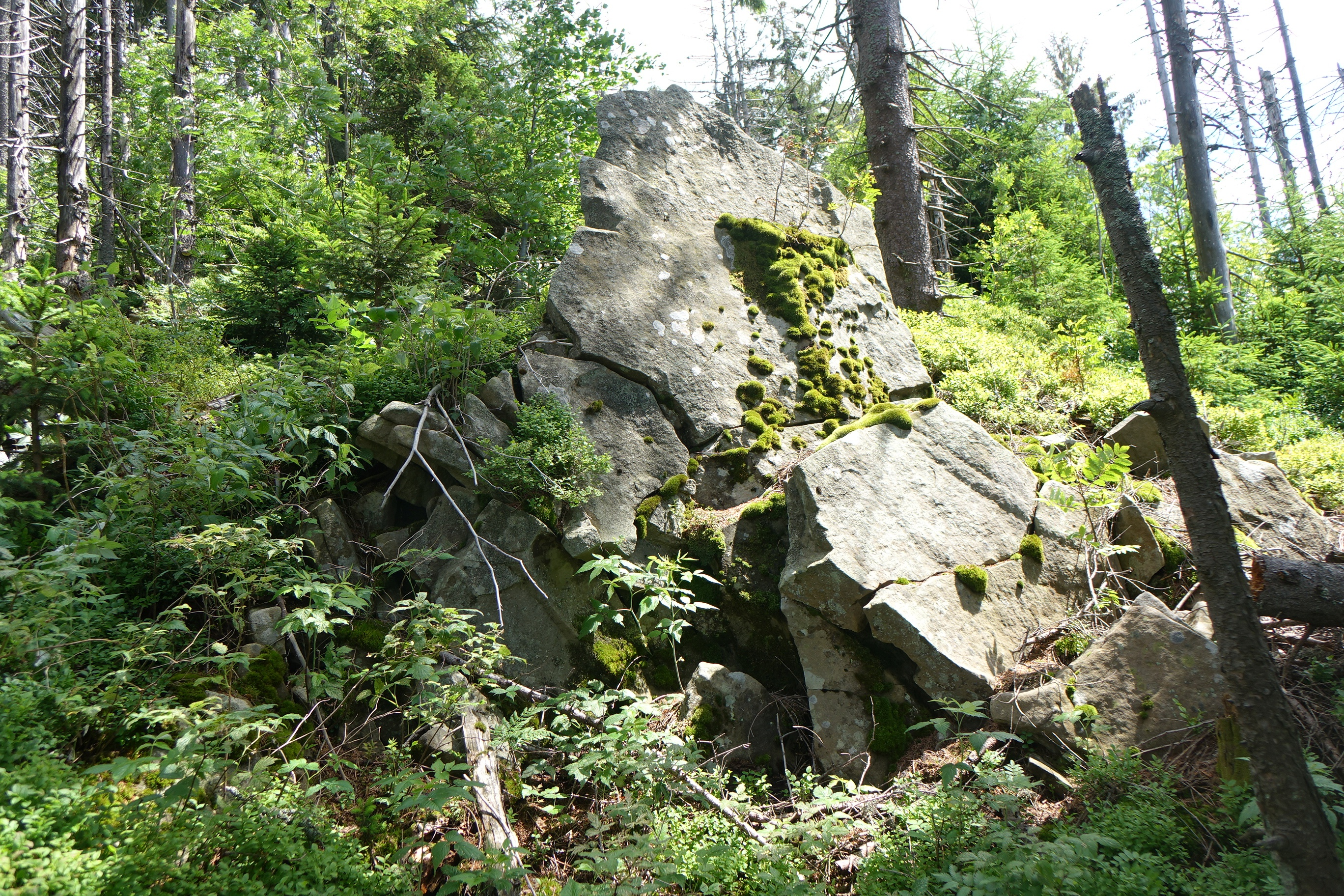
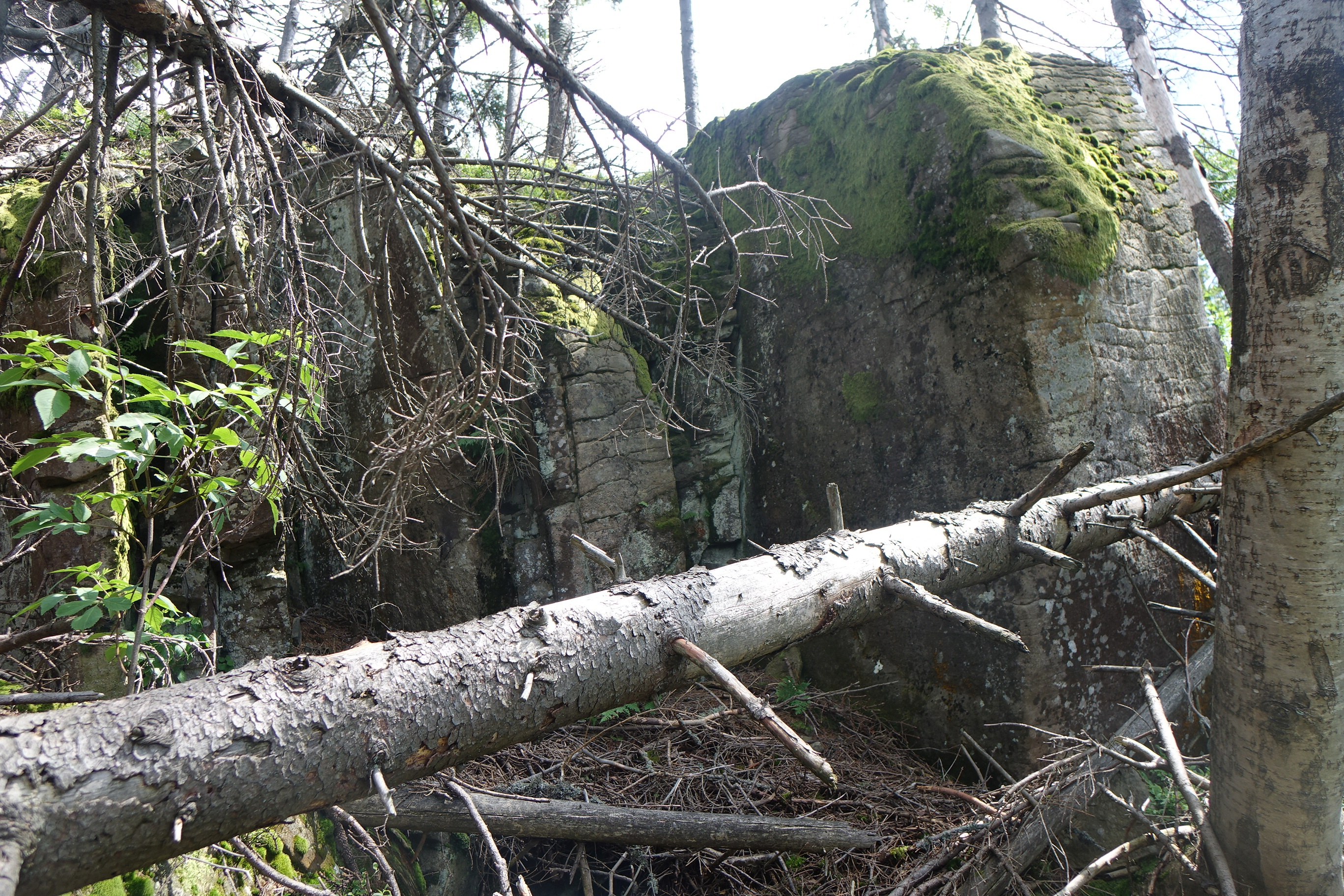
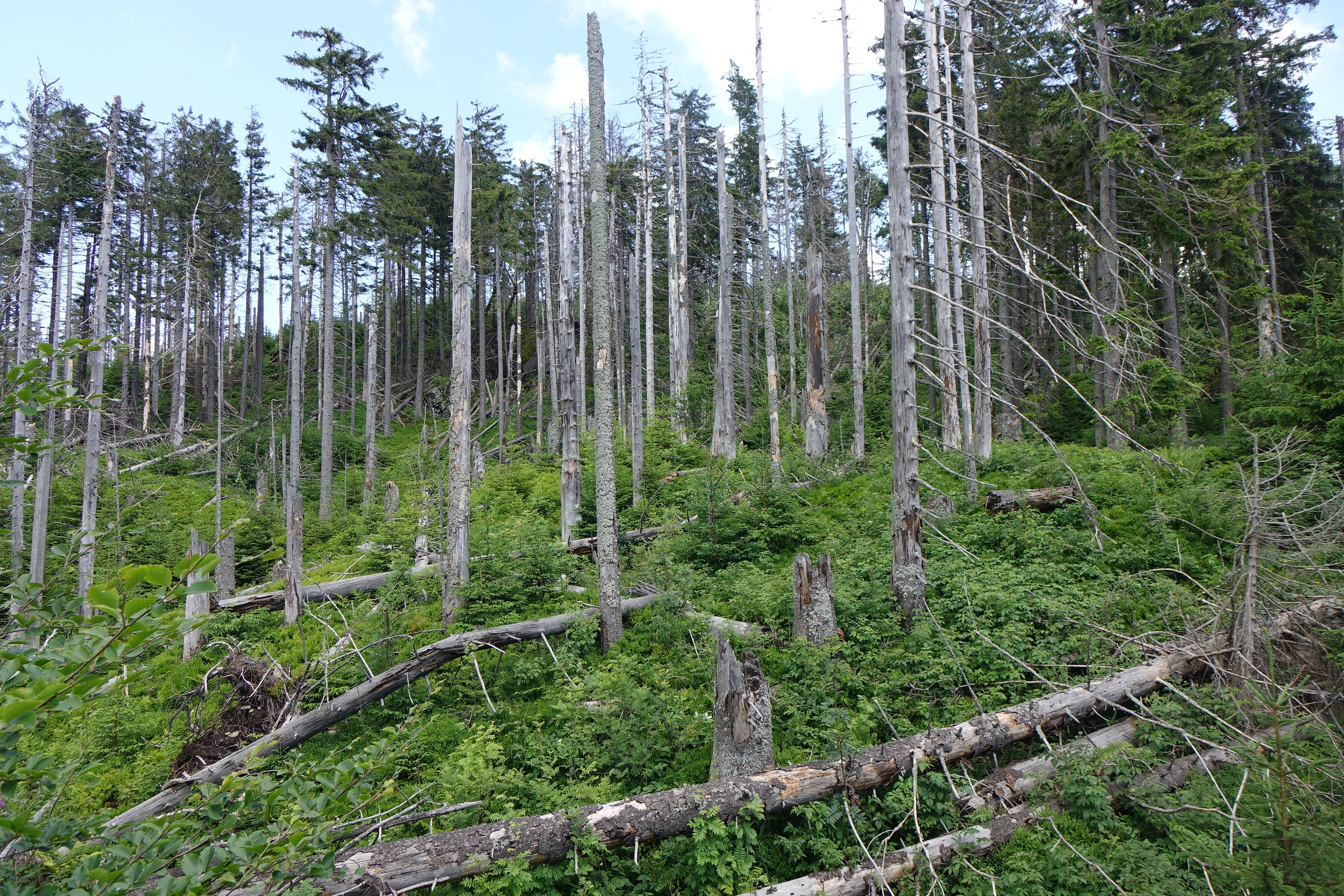
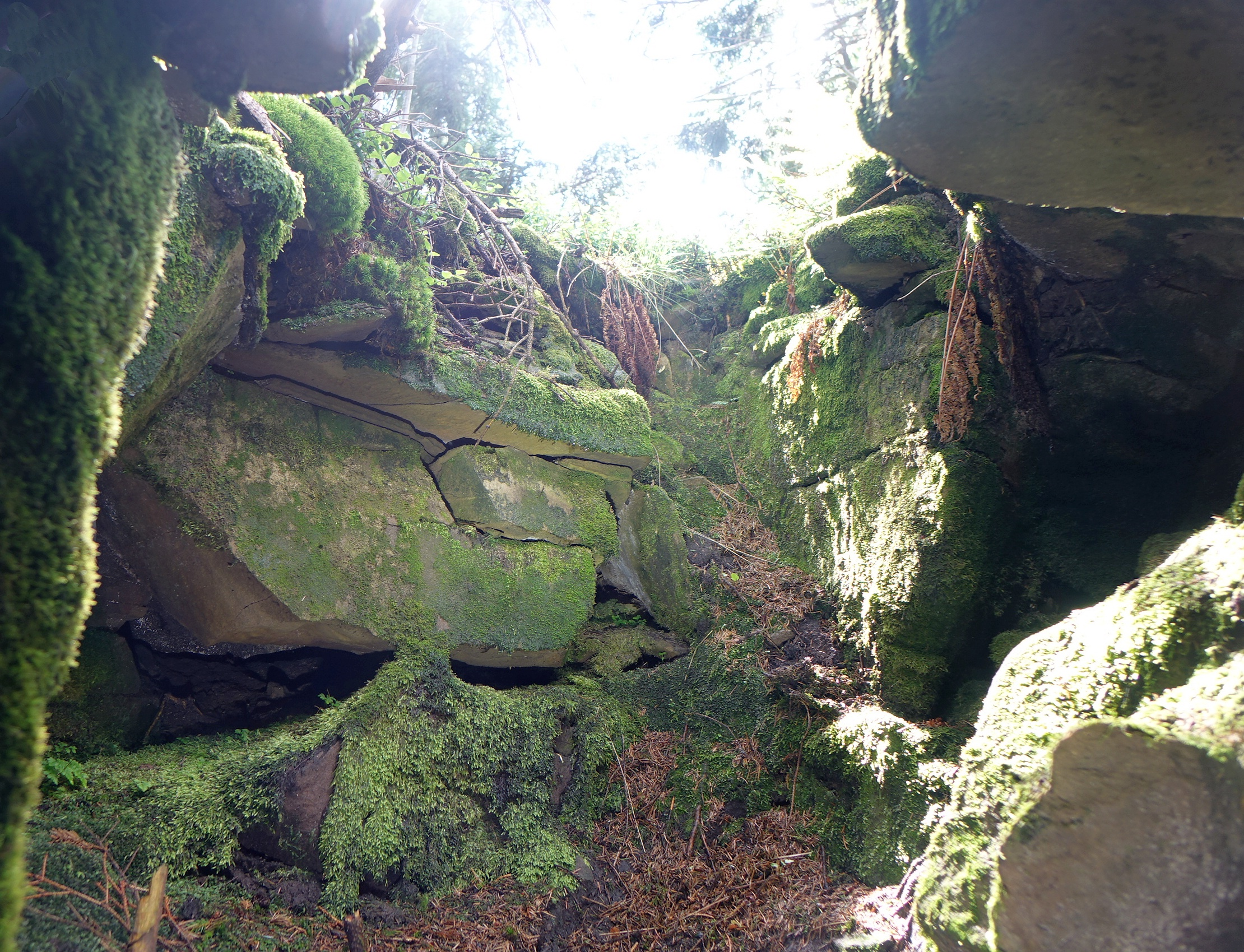